# كارين داهل
كارين داهل هي فنانة كندية، ولدت في 1955 في وينيبيغ في كندا.